# Emmanuele Antonio Cicogna
Emmanuele Antonio Cicogna (født 17. januar 1789 i Venedig, død 22. februar 1868 sammesteds) var en italiensk forfatter. 
Cicogna havde et lille embede i sin fødeby og benyttede sin fritid til ivrig at samle bøger og litterære kuriositeter. Frugter heraf er hans Iscrizioni veneziane raccolte ed illustrate (Venedig 1824—43, 5 bind i kvarto; en ny udgave udkom 1885 i Venedig uden forfatterens navn) og Saggio di bibliografia veneziana (Venedig 1847, ligeledes kvarto). Det er gode og solide arbejder. Desuden har han skrevet et par fortællinger.